# 208335
208335（二十万八千三百三十五、にじゅうまんはっせんさんびゃくさんじゅうご）は自然数、また整数において、208334の次で208336の前の数である。 

## 性質
- 208335は合成数であり、約数は1, 3, 5, 15, 17, 19, 43, 51, 57, 85, 95, 129, 215, 255, 285, 323, 645, 731, 817, 969, 1615, 2193, 2451, 3655, 4085, 4845, 10965, 12255, 13889, 41667, 69445, 208335である。
  - 約数の和は380160。
- 208335 = 1 + 2 + 3 + 4 + 5 + 6 + 7 + 8 + 9 + 10 + … + 644 + 645
  - 645番目の三角数である。1つ前は207690、次は208981。
    - 三角数において各位の和も三角数になる257番目の数である。1つ前は206403、次は208981。(オンライン整数列大辞典の数列 A062099)
- 323番目の六角数である。1つ前は207046、次は209628。
- 208335 = 12 + 22 + 32 + 42 + 52 + 62 + 72 + 82 + 92 + 102 + … + 852
  - 85番目の四角錐数である。1つ前は201110、次は215731。
- 208335 = 645 × (645 + 1)/2 = 85 × (85 + 1) × (85 × 2 + 1)/6
  - 三角数が四角錐数となる最大の数である。1つ前は91。
    - 三角数でも四角錐数でもある数は 1, 55, 91, 208335 の4つのみである。(オンライン整数列大辞典の数列 A039596)
- 208335 = 3 × 5 × 17 × 19 × 43
  - 5つの異なる素因数の積で p × q × r × s × t の形で表せる2470番目の数である。1つ前は208290、次は208390。(オンライン整数列大辞典の数列 A046387)